# فهرست واژگان به‌کاررفته در پیکرشناسی پرندگان
در زیر فهرستی از واژه‌های به‌کاررفته در پیکرنگاری پرندگان (به انگلیسی: Bird topography) یا کالبدشناسی بیرونی پرندگان آمده‌است:

## ویژگی‌های پوشش پروبال
- پشت
- شکم
- سینه
- گونه
- چانه
- کاکل
- تاج
- لکهٔ تاج
- گوش‌پر
- حلقه چشمی
- خط چشمی (یا نوار چشم)
- پر، به دسته: رده:پرها را ببینید
- پهلوها
- پیشانی
- گلویند
- کلاه (یا نیمه‌کلاه[۱])
- نوار کناری گلو
- چشم تا نوک
- نوار کنار گونه
- جبه
- نقاب
- نوار سبیل
- پس گردن
- یقه نوکال[۱]
- بالشتک بینی (روی کبوتر).
- شاهپرها
- نوار پس‌چشمی
- شاهپرهای بال
- دمگاه
- عینک
- نوار زیر سبیل
- نوار ابرویی
- نوار بالای چشم تا نوک
- بخش‌هایی از دم عبارتند از:
  - شاهپرهای دم
  - گوشه دم[۱]
  - نوار پایانی[۱]
    - نوار زیر پایانی[۱]
- گلو
- پوشپرهای زیر دم
- فک بالا
- پوشپرهای روی دم
- زیر دم، پیراپارگین یا پارگین
  - نوار زیر دم[۲]
- بخش‌هایی از بال‌ها عبارتند از:
  - بالچه
  - خال اوجی (apical)[۲]
  - زیر بغل (Axillar)
  - خم بال
  - پوشپر مچی
  - خم بیرونی پر[۲]
  - پوشپرهای بزرگ
  - لبه جلویی بال[۱]
  - پوشپرهای کوچک
  - پوشپرهای کناری
  - پوشپرهای میانی

کالبدشناسی بیرونی در یک پرنده نمادین: ۱ نوک، ۲ سر، ۳ عنبیه، ۴ مردمک، ۵ جبه، ۶ پوشپرهای کوچک، ۷ پرهای شانه‌ای، ۸ پوشپرها، ۹ شاهپرسومی‌ها، ۱۰ دمگاه، ۱۱ شاهپراولیها، ۱۲ زیر دم، ۱۳ ران، ۱۴ مفصل زانو، ۱۵ قلم پا، ۱۶ پا، ۱۷ ساق پا، ۱۸ شکم، ۱۹ پهلو، ۲۰ سینه، ۲۱ گلو، ۲۲ غبغبک، ۲۳ نوار چشمی

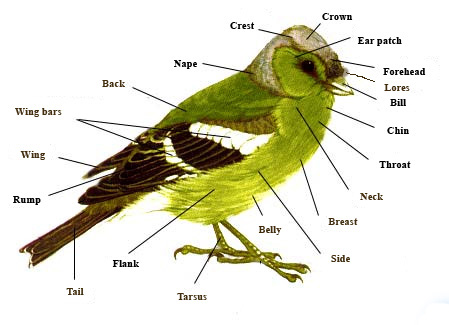
پیکرشناسی یک گنجشک‌سان معمولی

  - لکه‌های سفید سر بال (در کاکایی‌ها)
  - شاهپراولیها
    - بیرون‌زدگی شاهپرهای اولیه
    - شماره شاهپرهای اولیه (به عنوان مثال ۱، ۲، ۳، و غیره)[۲]

  - شانه‌ای
    - کمان شانه‌ای (در کاکایی‌ها)[۲]

  - شاهپرهای ثانویه
  - آیینه بالی
  - شاهپرهای سومین
    - گام سوم (در کاکاییها)[۲]

  - لبه عقبی بال[۱]
  - روی نوار شانه‌ای[۲]
  - نوار بالی
  - پوشپرهای بال
  - لبه بال[۱]
  - چینش خط‌های بال[۱]
  - سر بال یا نوک بال (که با شماره بلندترین شاهپراولی، شمارش شده از مفصل مچی مشخص می‌شود)[۳]

## ویژگی‌های بخش‌های برهنه
- نوک یا منقار
  - بالشتک بینی
  - ستیغ نوک
  - شکاف دهان
  - زیرنوک
    - زاویه برجستگی زیر نوک
    - خال برجستگی زیرنوک

  - ناخن (در نوک)
  - سوراخ بینی
  - لایه شاخی
    - گناتوتکا
    - راینوتکا

  - لبه دندانه‌دار نوک
- لکه کرچی
- آویزه گوشتی
- تاج یا Coxcomb
- حلقه چشمی، یا حلقه مداری
- قلم پا
- درشت‌نی
- غبغبک